# ESCA Handbal
ESCA (Handbal) is de handbalafdeling van de gelijknamige omnisportvereniging uit Arnhem. De handbalafdeling werd op 8 oktober 1946 opgericht.
In het bestaan van de club heeft de herenkant op hoog niveau handbal gespeeld. Rond de jaren '60 en jaren '70 speelde het team in de hoofdklasse. In 1967 werd het herenteam landskampioen van Nederland.
In 1989 promoveerde het eerste herenteam naar de eredivisie, maar degradeerde in 1997 weer terug naar de eerste divisie.
Anno 2019 heeft de vereniging enkel twee damesteams die in competitieverband spelen bij het Nederlands Handbal Verbond. In het seizoen 2019/20 kon er geen herenteam meer samengesteld worden door een spelerstekort.

## Resultaten
Heren (1967 - 2003)
- 1966 3e
Hoofdklasse
- 1967 1e
Hoofdklasse
- 1968 5e
Hoofdklasse
- 1969 6e
Hoofdklasse
- 1970 5e
Hoofdklasse
- 1971 5e
Hoofdklasse
- 1972 8e
Hoofdklasse
- 1973
- 1974 3e
Hoofdklasse
- 1975 7e
Hoofdklasse
- 1976 6e
Hoofdklasse
- 1977 9e
Hoofdklasse
- 1978
Eerste divisie A
- 1979 8e
Eerste divisie A
- 1980 10e
Eerste divisie A
- 1981 1e
Tweede divisie A
- 1982 9e
Eerste divisie A
- 1983 6e
Tweede divisie B
- 1984 1e
Tweede divisie B
- 1985 5e
Eerste divisie A
- 1986 11e
Eerste divisie A
- 1987 1e
Tweede divisie B
- 1988 4e
Eerste divisie A
- 1989 1e
Eerste divisie A
- 1990 10e
Eredivisie
- 1991 9e
Eredivisie
- 1992 9e
Eredivisie
- 1993 6e
Eredivisie
- 1994 8e
Eredivisie
- 1995 8e
Eredivisie
- 1996 6e
Eredivisie
- 1997 10e
Eredivisie
- 1998 8e
Eerste divisie A
- 1999
Eerste divisie A
- 2000
- 2001 3e
Tweede divisie A
- 2002 1e
Tweede divisie A
- 2003 12e
Hoofdklasse A

- Eredivisie
- Eerste divisie
- Tweede divisie

## Eretitels

### Heren
| Nationaal               |    |                                    |
| Landskampioenschap      | 1x | 1966/67                            |
| Landskampioenschap veld | 2x | 1965, 1967                         |
| Eerste divisie          | 1x | 1988/89                            |
| Tweede divisie          | 4x | 1980/81, 1983/84, 1986/87, 2001/02 |